# László Sólyom
Laszló Sólyom (n. 3 ianuarie 1942, Pécs, Ungaria – d. 8 octombrie 2023, Budapesta, Ungaria) a fost un om politic maghiar, care a îndeplinit funcția de președinte al Ungariei din 5 august 2005 până în 5 august 2010.

## Biografie
Sólyom s-a născut în orașul Pécs și a obținut licența în drept la Universitatea din Pécs în anul 1965. După absolvirea facultății a lucrat ca profesor la facultăți de drept din Budapesta: la ELTE (Universitatea Eötvös Loránd) (1983-1996), la PPKE (Universitatea Catolică Péter Pázmány) (1996-2002) și la Universitatea de limbă germană Julius Andrássy (2002-2005). De asemenea, a lucrat 3 ani la Jena (Germania).
Și-a început cariera politică la sfârșitul anilor 1980 în calitate de consilier juridic al organizațiilor civile pentru protecția mediului. În anul 1987 a fost unul din fondatorii partidului MDF (Forumul Democratic Maghiar), reprezentând acest partid la negocierile cu foștii conducători comuniști care au jucat un rol important în tranziția Ungariei spre o democrație parlamentară. În 1989, pentru o scurtă perioadă, a fost membru în Comitetului Executiv al MDF. 
În anul 1989 a fost ales ca judecător la Curtea Constituțională a Ungariei, iar apoi a îndeplinit funcția de președinte al acestei instituții constituționale (1990-1998). În această calitate, a avut un rol important în instaurarea democrației în Ungaria prin schimbarea constituției și aplicarea sa. După terminarea mandatului său la Curtea Constituțională, și-a continuat cariera de profesor la diferite universități. A fost căsătorit și a avut doi copii.

## Președinte al Ungariei
Partidele de opoziție MDF și FIDESZ l-au propus pe Sólyom pentru funcția de președinte al Ungariei, contracandidatul său fiind președintele Senatului, Katalin Szili, din partea partidului MSZP (partidul cu cea mai mare pondere din Parlament). Deoarece micul partid SZDSZ care făcea parte din coaliția parlamentară nu a susținut candidatura Katalinei Szili și s-a abținut de la vot, László Sólyom a câștigat cu o diferență foarte mică alegerile pentru funcția de președinte al Ungariei.